# Excelsior Puurs RSK
Dernière mise à jour : 29 juillet 2020.
Le Puurs Excelsior Ruisbroek Sportkring (ou Puurs Excelsior RSK) était un club de football belge, localisé dans la ville de Puurs dans la Province d'Anvers. Fondé en 1938, le club portait le matricule 3855. Entre 1965 et 1980, il a évolué 15 saisons dans les séries nationales, dont 8 au troisième niveau. Retombé jusqu'en quatrième provinciale, le cercle a cessé ses activités et démissionné de l'URBSFA en milieu d'année 2018.

## Histoire
Au début des années 1930, la ville de Puurs est représentée par le club de football Puursica. En 1938, à la suite de divergences entre dirigeants, certains s'en vont et créent le Puurs Excelsior FC, qu'ils affilient à la Vlaamse Voetbalbond, une fédération de football rivale de l'URBSFA. En 1943, le club franchit le pas vers la Fédération nationale, et reçoit alors le matricule 3855. Le club est versé dans les séries provinciales.
En 1965, le club rejoint pour la première fois la Promotion, quatrième et dernier niveau national, et déménage pour l'occasion vers un nouveau terrain. Après seulement deux saisons, en 1967, le club remporte titre dans sa série avec 5 points d'avance sur Herve, et monte en Division 3. Dès leur première saison à ce niveau, les joueurs de Puurs terminent à la troisième classe, ce qui reste encore aujourd'hui le meilleur classement du club au niveau national. Le club se stabilise ensuite quelques saisons en milieu de classement, mais en 1975, le matricule 3855 est relégué en Promotion, après huit saisons au 3e niveau national.
Puurs Excelsior joue encore cinq ans en Promotion, jusqu'à sa relégation en 1980 vers les séries provinciales. Le club n'est plus jamais remonté en nationales depuis. Au fil des années, le club descend petit à petit dans la hiérarchie provinciale, jusqu'à tomber en quatrième provinciale, le plus bas niveau du football belge, en 1998. Le club y reste jusqu'en 2005, puis remonte en troisième provinciale. Un an plus tard, il fusionne avec le Ruisbroek SK, et prend son nom actuel. La fusion n'apporte pas grand-chose au club, aucun joueur de Ruisbroek ne renforce l'équipe de Puurs, qui connaît une nouvelle relégation en quatrième provinciale au terme de la saison. Le club remonte en troisième provinciale via le tour final en 2011 mais est directement relégué l'année suivante. En 2013, il remonte à nouveau en « P3 ».
Une équipe féminine est créée au début des années 1990, en collaboration avec l'Excelsior Puurs. Elle prend le nom de DAVO Puurs, et obtient le matricule 9271 au moment de son affiliation à l'URBSFA.

### Stagnation...
Puurs Excelsior retombe tout en bas de la hiérarchie (la « P4 », à l'époque le 8e niveau de la pyramide du football belge) au terme de la saison 2011-2012 quand il termine 16e et dernier de sa série de « P3 ». Se classant troisième la saison suivante, le matricule 3855 gagne le droit de participer au Tour final. Eliminant Zandvliet puis Hallaar, Puurs gagne le droit de remonter d'un étage.
De retour en en « P3 », l'Excelsior voit ses résultats s'améliorer au fil des saisons. de 2014 à 2017, le club termine successivement 13e, 10e, 9e et enfin à la 6e place. La satisfaction n'est pourtant pas au rendez-vous car le cercle reste loin de l'ambition régulièrement annoncée de vouloir retrouver le deuxième provinciale, entre-temps devenu le 7e niveau général à la suite de la réforme ayant instauré la « Division 3 Amateur » au niveau 5 (entre l'ancienne « Promotion » et la « P1 »).

#### Groupe de travail, pistes, proposition...
En 2014, les autorités communales de Puurs mettent sur pied un groupe de travail. Dans le cadre d'un plan secteur et de ses implications, le groupe mis en place recherche et détermine les meilleurs actions à entreprendre afin d'améliorer et de faciliter la pratique du football dans l'entité. Une des propositions est que l'Excelsior Puurs RSK déménage vers le parc des Sports situé de la Lichterstraat et qu'il partage ce site avec le club de Klafort Daghet devrait aussi s’installer sur ce site.
Le K. Kalfort Daghet résulte d’une fusion, survenue en 1999 entre le K. Kalfort Sportief (fondé en 1957) et K. SK Daghet (fondé en 1953).
Initialement, ni ces deux cercles et ni l'entité qu'il constituent en fusionnant n'est membre de l’Union Belge de football mais bien d'une ligue indépendante, la Katholiek Liefhebbers Verbond. Après 2016, quand la « Vlaams Voetbal (VV) », l'aile linguistique flamande l'URBSFA, créé un département spécifique appelé Recreatie Voetbal ou football récréatif, Kalfort Daghet s'y affilie et reçoit le matricule R61097.
Mais ni à la suite du groupe de travail évoqué ci-avant, ni lors d'autres réunions locales, aucune fusion ou rapprochement ne se fait pas. l'entité purement amateur refuse de déménager et ne veut pas entendre parler de fusion. Toutefois, Kalfort Daghet est victime de son succès. Devenu répûté pour son approche, son ambiance et donc la qualité de sa formation, le cercle a vu ses rangs grandir énormément. Et dans la masse de jeunes joueurs (et leurs parents), nombreux sont ceux qui souhaitent accéder au « Betaald Voetbal » (expression employé en flandre et aux Pays-Bas) pôur désigner les clubs profeszsionnels ou à vocation professionnelle. En bref, le football au sein duquel les joueurs sont rémunérés d'une manière ou d'une autre.

### ...et disparition
Dans les rangs de Puurs Excelsior RSK, c'est la « soupe à la grimace ». Le championnat 2017-2018 de « Troisième Provinciale » a été joué dans le ventre mou et les espoirs de montée ont vite disparus. En mal à des litiges internes et à des soucis financiers, le club n'aligne pas son équipe A lors de la 30e et dernière journée de compétition en déplacement au K. FC Putte. C'est l'élément de trop pour plusieurs personnes qui claquent la porte et décident de fonder un nouveau club. Baptisé Puursica, le cercle reçoit le matricule 9706 de l’URBSFA. De son côté, le matricule, pourtant qualifié et inscrit pour les Coupe de Belgique 18-19, renonce et démissionne de la fédération nationale. Le K. Merksplas SK le remplace en Coupe. Le club de Puurs était dans 80e année d'existence,.
Un an plus tard, le club de Puursica voit arriver de nombreux membres, essentiellement des jeunes, de Kalfort Daghet. Le club prend alors le nom de Kalfort Puursica sous le matricule 9706, à partir du 1er juillet 2019.

## Anciens logos

ancien logo de Puurs Excelsior RSK

## Résultats dans les divisions nationales
Statistiques clôturées, club disparu le 1er juillet 2018.

### Palmarès
- 1 fois champion de Promotion en 1967

### Bilan
| Niv | Divisions     | Jouées | Titres | TM Up | TM Down |
| --- | ------------- | ------ | ------ | ----- | ------- |
| I   | 1re nationale | 0      | 0      |       |         |
| II  | 2e nationale  | 0      | 0      |       |         |
| III | 3e nationale  | 8      | 0      |       |         |
| IV  | 4e nationale  | 7      | 1      |       |         |
| V   | 5e nationale  | 0      | 0      |       |         |
|     |               |        |        |       |         |
|     | TOTAUX        | 15     | 1      | 0     | 0       |

- TM Up : test-match pour départager des égalités, ou toutes formes de Barrages ou de Tour final pour une montée éventuelle.
- TM Down : test-match pour départager des égalités, ou toutes formes de Barrages ou de Tour final pour le maintien.

### Saisons
| Ordre               | Saison  | Nom du club        | Niveau             | Classement final | Remarques           |
| ------------------- | ------- | ------------------ | ------------------ | ---------------- | ------------------- |
| 1                   | 1965-66 | Puurs Excelsior FC | Promotion série C  | 5e/16            |                     |
| 2                   | 1966-67 | Puurs Excelsior FC | Promotion série A  | 1er/16           | Champion et promu ! |
| 3                   | 1967-68 | Puurs Excelsior FC | Division 3 série A | 3e/16            |                     |
| 4                   | 1968-69 | Puurs Excelsior FC | Division 3 série A | 8e/16            |                     |
| 5                   | 1969-70 | Puurs Excelsior FC | Division 3 série B | 13e/16           |                     |
| 6                   | 1970-71 | Puurs Excelsior FC | Division 3 série B | 8e/16            |                     |
| 7                   | 1971-72 | Puurs Excelsior FC | Division 3 série A | 14e/16           |                     |
| 8                   | 1972-73 | Puurs Excelsior FC | Division 3 série B | 13e/16           |                     |
| 9                   | 1973-74 | Puurs Excelsior FC | Division 3 série B | 13e/16           |                     |
| 10                  | 1974-75 | Puurs Excelsior FC | Division 3 série A | 15e/16           | Relégué !           |
| 11                  | 1975-76 | Puurs Excelsior FC | Promotion série B  | 7e/16            |                     |
| 12                  | 1976-77 | Puurs Excelsior FC | Promotion série B  | 4e/16            |                     |
| 13                  | 1977-78 | Puurs Excelsior FC | Promotion série D  | 8e/16            |                     |
| 14                  | 1978-79 | Puurs Excelsior FC | Promotion série C  | 8e/16            |                     |
| 15                  | 1979-80 | Puurs Excelsior FC | Promotion série B  | 15e/16           | Relégué !           |
| séries provinciales |         |                    |                    |                  |                     |